# 飛燕深海角介
飛燕深海角介（学名：Bythoceratina delphinia）为深海花介科深海角介屬下的一个种。